# 118. østlige længdekreds
Den 118. østlige længdekreds (eller 118 grader østlig længde) er en længdekreds, der ligger 118 grader øst for nulmeridianen. Den løber gennem Ishavet, Asien, det Indiske Ocean, Australasien, det Sydlige Ishav og Antarktis.